# Европска острига
Европска острига или каменица (лат. Ostrea edulis) врста је шкољки из породице правих острига (Ostreidae). Настањује морске и океанске обале Европе и северне Африке, од Норвешке на северу до Марока и обала Средоземља на југу. Типично станиште су јој плиће воде, где живи причвршћена за чврсту подлогу. Човек користи европску остригу у исхрани.

## Опис и биологија врсте
Љуштура европске остриге је асиметрична. Леви капак је испупчен и набран, њиме се шкољка причврћује за камениту подлогу, док је десни (горњи) капак пљоснат, љуспасте површине. Нема предњи мишић затварач љуштуре, а брава је без зуба. Величина љуштуре је од 5 до 12 cm, сивкасте боје. Стопало и бисус су рудиментисани.
Европска острига је хермафродит са унутрашњим оплођењем. Сперматозоиди и јајне ћелије не сазревају истовремено. Из оплођене јајне ћелије развија се ларва, која пасивно плива (лебди ношена воденим струјама) до коначног спуштања на одговарајућу подлогу за коју ће се причврстити.
Храни се планктоном, до хране долази филтрирањем морске воде. Европском остригом се у природним стаништима хране морске звезде, морски јежеви, поједини ракови и орада.

## Систематика
Европска острига је морфолошки варијабилна врста. Постоји неколико описаних варијетета, од којих у Јадранском мору живе:
- и

## Производња европске остриге
Употреба европске остриге у исхрани документована је још од времена старог Рима. Меки делови тела европске остриге садрже високе количине протеине, угљених хидрата и витамина А, Б1, Б2, Ц и Д. Данас се европска острига узгаја у аквакултури. Највећи произвођач је Шпанија са 2400 t произведених 2003. године, а прате је Француска, Данска, Велика Британија и Ирска.